# باولو جيوفانيللي
باولو جيوفانيللي (بالإيطالية: Paolo Giovannelli)‏ لاعب كرة قدم إيطالي في مركز الدفاع (ولد في 1 أكتوبر 1960) لعب 11 موسم في دوري الدرجة الأولى الإيطالي، شارك خلالها في 172 مباراة وسجل 12 هدفا، ويذكره أغلب جمهور نادي روما لتحقيقه هدف الفوز في مباراة ديربي روما ضد نادي لاتسيو (يوم 2 مارس من العام 1980) الذي سجله من ركلة حرة في أخر 5 دقائق من عمر المباراة.